# Enzo Díaz
Enzo Díaz (Las Toscas, Buenos Aires; 7 de diciembre de 1995) es un futbolista argentino. Se desempeña como lateral izquierdo en el São Paulo Futebol Clube del Campeonato Brasileño de Serie A.

## Trayectoria

### Inicios
Nació en Las Toscas, un pequeño pueblo del partido de Lincoln en la Provincia de Buenos Aires (Argentina), pero se crio en el campo, entre su localidad de nacimiento y la vecina localidad de Smith. En Club Atlético Las Toscas (CALT) participó de las divisiones inferiores y luego en el Club Atlético Smith donde continuó su carrera futbolística.

### Agropecuario
Tras destacarse en torneos juveniles y de Primera División con el Club Atlético Smith en la Liga Casarense de fútbol, pasó al Club Agropecuario Argentino de Carlos Casares, que en ese entonces, militaba en el Torneo Federal B. Luego de dos ascensos, y muy buenas actuaciones (primero como volante, y luego como lateral), emisarios del Manchester United se fijaron en él. Después se habló de un posible interés de River Plate, pero ninguno de los dos traspasos llegaron a cabo.

### Talleres
Llegó a préstamo con opción de compra a Talleres en enero de 2019 para jugar la Copa Libertadores de América. Fue titular en los dos partidos de la primera fase ante el São Paulo F. C. y una de las figuras de la revancha en el Morumbí, en la que «la T» logró clasificar a la siguiente fase. Pronto se ganó la titularidad indiscutida en el lateral izquierdo, llegando a jugar 26 partidos en ese año. En diciembre el club utilizó la opción de compra.
Durante el 2020 tuvo grandes actuaciones, especialmente en la Copa de La Liga, en la que se destacó en varios partidos. Desde diciembre es seguido por el cuerpo técnico de la Selección Argentina.

### River Plate
El 21 de enero de 2023 fue presentado como nuevo jugador del Club Atlético River Plate, con un contrato que lo unirá al club hasta diciembre de 2025. En julio del mismo año se consagró campeón del Campeonato de Primera División 2023 con Martín Demichelis como director técnico.
El 1 de octubre de 2023, Enzo Díaz marcó su primer gol con la camiseta de River al convertir el segundo tanto en la victoria por 2-0 contra Boca Juniors disputado por la Copa de la Liga.

### Sao Paulo
El 11 de enero de 2025 fue cedido al club brasileño por un año.

## Estadísticas

### Clubes
Actualizado al último partido disputado el 12 de agosto de 2025.
| Club                     | Div.          | Temporada     | Liga  | Liga  | Estatal | Estatal | Copas nacionales | Copas nacionales | Copas internacionales | Copas internacionales | Total | Total |
| Club                     | Div.          | Temporada     | Part. | Goles | Part.   | Goles   | Part.            | Goles            | Part.                 | Goles                 | Part. | Goles |
| ------------------------ | ------------- | ------------- | ----- | ----- | ------- | ------- | ---------------- | ---------------- | --------------------- | --------------------- | ----- | ----- |
| Agropecuario Argentina   | 3.ª           | 2016-17       | 19    | 0     | —       | —       | —                | —                | —                     | —                     | 19    | 0     |
| Agropecuario Argentina   | 2.ª           | 2017-18       | 23    | 0     | —       | —       | —                | —                | —                     | —                     | 23    | 0     |
| Agropecuario Argentina   | 2.ª           | 2018-19       | 12    | 0     | —       | —       | 1                | 0                | —                     | —                     | 13    | 0     |
| Agropecuario Argentina   | Total club    | Total club    | 54    | 0     | -       | -       | 1                | 0                | 0                     | 0                     | 55    | 0     |
| Talleres (C) Argentina   | 1.ª           | 2018-19       | 5     | 0     | —       | —       | 0                | 0                | —                     | —                     | 5     | 0     |
| Talleres (C) Argentina   | 1.ª           | 2019-20       | 15    | 0     | —       | —       | 5                | 0                | 3                     | 0                     | 23    | 0     |
| Talleres (C) Argentina   | 1.ª           | 2020          | 10    | 0     | —       | —       | 6                | 0                | —                     | —                     | 16    | 0     |
| Talleres (C) Argentina   | 1.ª           | 2021          | 32    | 4     | —       | —       | 0                | 0                | 6                     | 1                     | 38    | 5     |
| Talleres (C) Argentina   | 1.ª           | 2022          | 30    | 2     | —       | —       | 6                | 0                | 10                    | 0                     | 46    | 2     |
| Talleres (C) Argentina   | Total club    | Total club    | 92    | 6     | -       | -       | 17               | 0                | 19                    | 1                     | 128   | 7     |
| River Plate Argentina    | 1.ª           | 2023          | 22    | 0     | —       | —       | 15               | 1                | 6                     | 0                     | 43    | 1     |
| River Plate Argentina    | 1.ª           | 2024          | 12    | 0     | —       | —       | 15               | 0                | 8                     | 0                     | 35    | 0     |
| River Plate Argentina    | Total club    | Total club    | 34    | 0     | -       | -       | 30               | 1                | 14                    | 0                     | 78    | 1     |
| São Paulo F. C. · Brasil | 1.ª           | 2025          | 17    | 0     | 11      | 1       | 4                | 0                | 7                     | 0                     | 39    | 1     |
| São Paulo F. C. · Brasil | Total club    | Total club    | 17    | 0     | 11      | 1       | 4                | 0                | 7                     | 0                     | 39    | 1     |
| Total carrera            | Total carrera | Total carrera | 197   | 6     | 11      | 1       | 52               | 1                | 40                    | 1                     | 300   | 9     |

## Palmarés

### Campeonatos nacionales
| Título              | Club         | País      | Año     |
| ------------------- | ------------ | --------- | ------- |
| Torneo Federal A    | Agropecuario | Argentina | 2016-17 |
| Primera División    | River Plate  | Argentina | 2023    |
| Trofeo de Campeones | River Plate  | Argentina | 2023    |
| Supercopa Argentina | River Plate  | Argentina | 2023    |